# MUSIC EMA
MUSIC EMA（ミュージック・エマ、MUSIC EMA Inc.）は、日本の芸能事務所。

## 概要
大林永茉と加瀬しおりによる音楽事務所

## 所属タレント
- 金欠中学チャリ通Boys
- 結城汰郎
- 小牧蒼
- Symphonia

## 過去の所属タレント
- 小玉すいか（出張カエル団(東京支部)）
- 渡辺ひなこ
- 芹野ふたば